# Diego Fernando Rodríguez
Diego Fernando Rodríguez López (Santa Ana, Francisco Morazán, Honduras; 6 de noviembre de 1995) es un futbolista hondureño. Juega de lateral izquierdo y su actual club es el Victoria de la Liga Nacional de Honduras.

## Trayectoria

### Olimpia
Hizo su debut con Olimpia el 13 de enero de 2016 durante un encuentro contra Valle Fútbol Club, válido por la Copa de Honduras 2015-16, que concluyó con victoria olimpista de 6-0.

### Motagua
El 15 de enero de 2021 el club azul profundo lo anunció como su fichaje para suplir la baja de Emilio Izaguirre.

## Selección nacional

### Goles internacionales
| #   | Fecha               | Lugar                              | Rival  | Goles | Resultado | Competición |
| --- | ------------------- | ---------------------------------- | ------ | ----- | --------- | ----------- |
| 1.º | 28 de marzo de 2021 | Estadio La Tumba, Salónica, Grecia | Grecia | 1-1   | 2–1       | Amistoso    |

## Clubes
| Club          | País     | Año             |
| ------------- | -------- | --------------- |
| Olimpia       | Honduras | 2016 - 2018     |
| Parrillas One | Honduras | 2018            |
| Real de Minas | Honduras | 2019 - 2020     |
| Motagua       | Honduras | 2021 - 2023     |
| Victoria      | Honduras | 2023 - Presente |

## Estadísticas
Actualizado al último partido disputado el 27 de abril de 2021.
| C. D. Olimpia Honduras                                                                                              | 1.ª           | 2015-16       | 0   | 0  | 1 | 0 | 0  | 0 | 1   | 0  |
| C. D. Olimpia Honduras                                                                                              | 1.ª           | 2016-17       | 0   | 0  | — | — | 0  | 0 | 0   | 0  |
| C. D. Olimpia Honduras                                                                                              | 1.ª           | 2017-18       | 4   | 0  | — | — | 0  | 0 | 4   | 0  |
| C. D. Olimpia Honduras                                                                                              | Total club    | Total club    | 4   | 0  | 1 | 0 | 0  | 0 | 5   | 0  |
| C. D. Parrillas One Honduras                                                                                        | 2.ª           | 2018-19       | 13  | 0  | — | — | —  | — | 13  | 0  |
| C. D. Parrillas One Honduras                                                                                        | Total club    | Total club    | 13  | 0  | 0 | 0 | 0  | 0 | 13  | 0  |
| C. D. Real de Minas Honduras                                                                                        | 1.ª           | 2018-19       | 14  | 2  | — | — | —  | — | 14  | 2  |
| C. D. Real de Minas Honduras                                                                                        | 1.ª           | 2019-20       | 22  | 1  | — | — | —  | — | 22  | 1  |
| C. D. Real de Minas Honduras                                                                                        | 1.ª           | 2020-21       | 13  | 8  | — | — | —  | — | 13  | 8  |
| C. D. Real de Minas Honduras                                                                                        | Total club    | Total club    | 49  | 11 | 0 | 0 | 0  | 0 | 49  | 11 |
| F. C. Motagua Honduras                                                                                              | 1.ª           | 2020-21       | 6   | 0  | — | — | —  | — | 6   | 0  |
| F. C. Motagua Honduras                                                                                              | 1.ª           | 2021-22       | 16  | 1  | — | — | 4  | 0 | 20  | 1  |
| F. C. Motagua Honduras                                                                                              | 1.ª           | 2022-23       | 24  | 1  | — | — | 8  | 0 | 32  | 1  |
| F. C. Motagua Honduras                                                                                              | Total club    | Total club    | 46  | 2  | 0 | 0 | 2  | 0 | 58  | 2  |
| Total carrera | Total carrera | Total carrera | 112 | 13 | 1 | 0 | 12 | 0 | 125 | 13 |
| (1) Incluye datos de la Copa de Honduras. (2) Incluye datos de la Liga de Campeones de la Concacaf y Liga Concacaf. |               |               |     |    |   |   |    |   |     |    |

## Palmarés

### Campeonatos nacionales
| Título          | Club    | País     | Año  |
| --------------- | ------- | -------- | ---- |
| Torneo Clausura | Olimpia | Honduras | 2016 |
| Torneo Clausura | Motagua | Honduras | 2022 |

### Campeonatos internacionales
| Título        | Club    | Lugar    | Año  |
| ------------- | ------- | -------- | ---- |
| Liga Concacaf | Olimpia | San José | 2017 |